# Kwikdampgelijkrichter

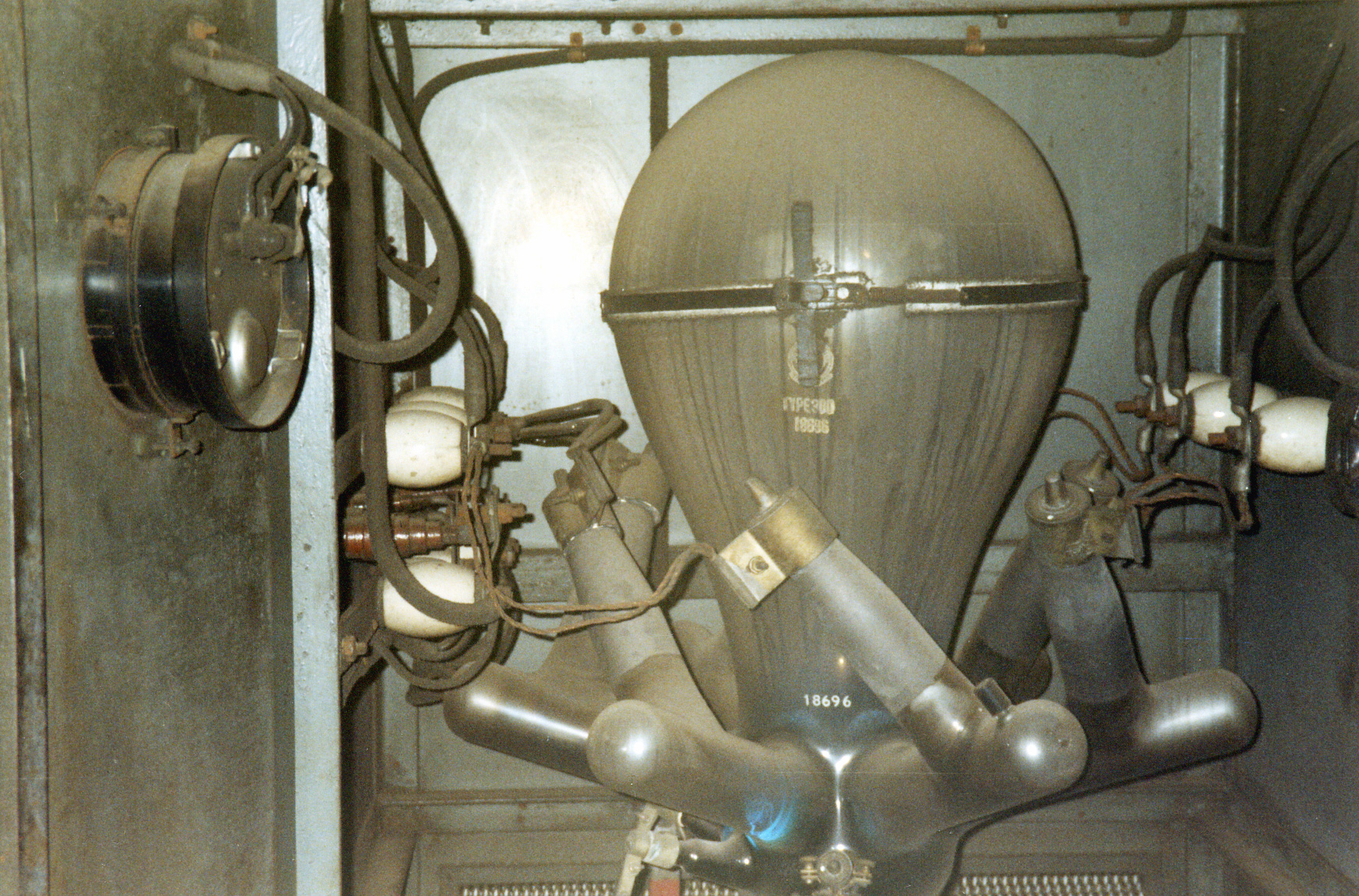
Kwikdampgelijkrichter

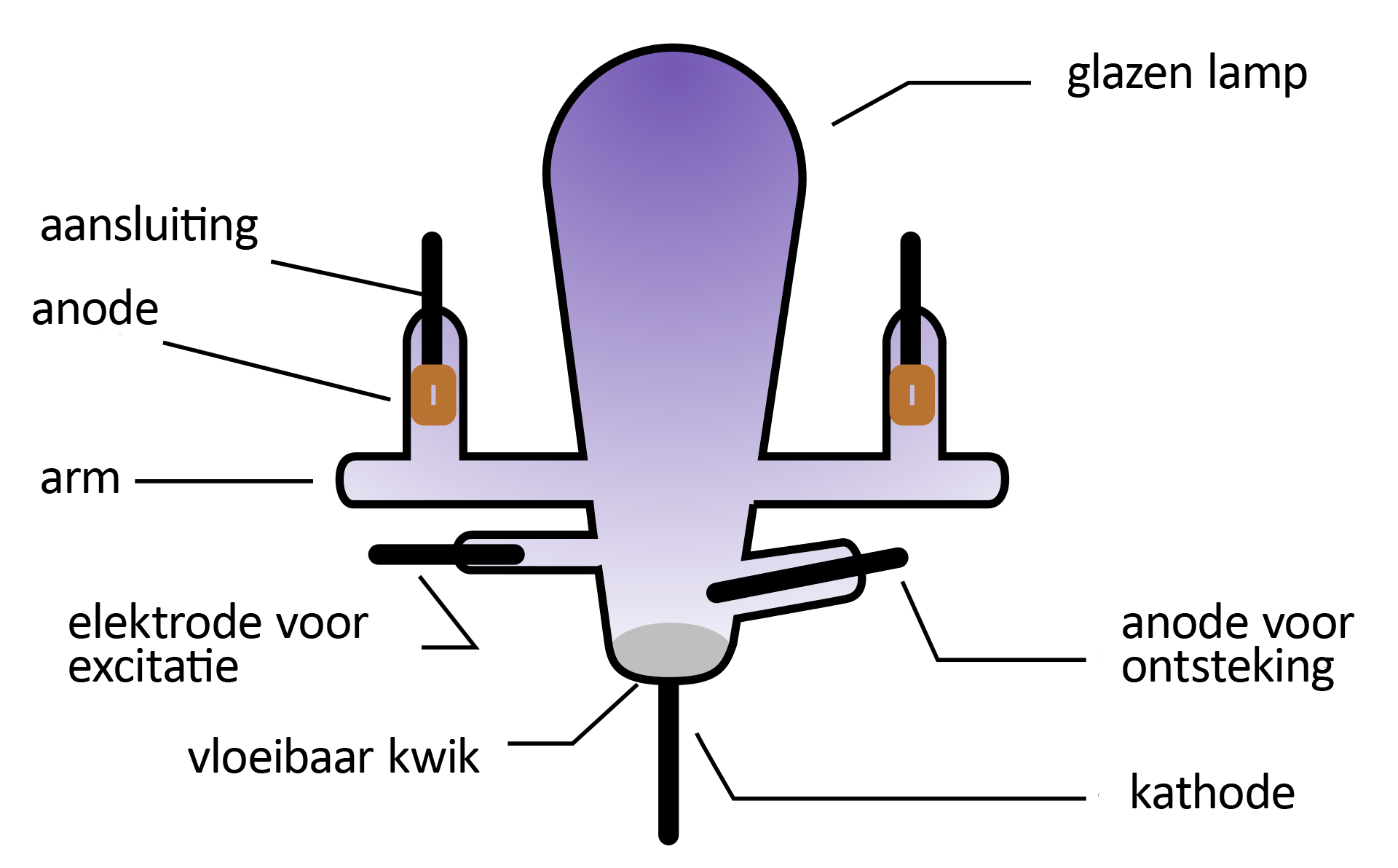
Constructie

De kwikdampgelijkrichter is een elektrisch apparaat voor het omzetten van wisselstroom in gelijkstroom. Dit type gelijkrichter, uitgevonden in 1902 door de Amerikaan Peter Cooper Hewitt, werd vooral gebruikt voor het gelijkrichten van wisselstroom bij hoge elektrische spanningen en grote vermogens. Kwikdampgelijkrichters werden vanaf de jaren 1970 verdrongen door diodes en thyristoren met silicium.

## Constructie
De kwikdampgelijkrichter bestaat uit een vacuüm gezogen glazen buis met op de bodem een laagje vloeibaar kwik als kathode (negatieve pool). In een of meer zijarmen zijn staven van grafiet of ijzer aangebracht die dienstdoen als anode (positieve pool).
Het aantal zijarmen hangt van de toepassing af. Bij eenfase wisselspanning worden twee anodes gebruikt, ieder aangesloten op een uiteinde van de secundaire wikkeling van een transformator met middenaftakking. Bij driefasespanning worden drie of zes zijarmen gebruikt. Deze zijarmen moeten zo worden ontworpen dat tussen de armen onderling geen kortsluiting kan optreden, een belangrijke voorwaarde in het ontwerp van kwikdampgelijkrichters.
Het bovenste gedeelte van de glazen buis vormt de condensatiekamer. Deze kamer zorgt ervoor dat de tijdens gebruik opstijgende kwikdamp afkoelt, neerslaat en vervolgens druppelsgewijs terugvloeit naar de kathode. Een ventilator zorgt voor extra koeling van buitenaf.

## Werking
De kwikdampgelijkrichter werkt op het principe dat elektrische geleiding door gassen alleen mogelijk is als er vrije elektronen en ionen in het gas aanwezig zijn. In tegenstelling tot de vacuümdiode die een gloeidraad heeft om elektronen vrij te maken, gebruikt de kwikdampgelijkrichter een ander principe: de kathodevlek. Door een externe spanning aan te brengen tussen de kathode en de anode ontstaat een lichtboog die van de anode naar de kwikkathode gaat. Hierdoor vormt zich op de kwikkathode een lichtvlek, een kathodevlek, met in het centrum een zeer hoge temperatuur van ongeveer 3000 °C. Hierbij worden uit het kwik elektronen vrijgemaakt die de lichtboog in stand houden.
De anode, die uit grafiet of ijzer bestaat, kan daarentegen, zelfs als deze sterk wordt verwarmd, geen elektronen uitzenden. Hierdoor kan de elektrische stroom alleen lopen van de betrekkelijk koude anode naar de zeer hete kathodevlek op de kwikplas, die de elektronen uitzendt. Omgekeerd kan er geen stroom lopen.
Bij de kwikdampgelijkrichters is het noodzakelijk dat de lichtboog te allen tijde blijft bestaan. Valt de lichtboog weg, dat gebeurt al bij stroomonderbrekingen van 1/1000 s, dan verdwijnt de hete lichtvlek en stopt de elektronenemissie. Veel gelijkrichters zijn daarom met een schakeling uitgerust om de lichtboog voortdurend te onderhouden, meestal in de vorm van een smoorspoel.
De gelijkrichter geeft in bedrijf door de lage kwikdampdruk in de buis een blauw/violetachtige gloed af met veel ultraviolette straling.

## Opstarten
In het begin is geen lichtboog aanwezig, dus nog geen elektronenemissie. Deze moet om een kwikdampgelijkrichter te laten werken eerst worden opgestart.
- Een manier om dit te doen is door de gelijkrichter, handmatig of automatisch, te kantelen totdat het vloeibare kwik een elektrische verbinding maakt tussen de kathode en een aparte ontsteekanode. Bij het terugkantelen zal de stroom worden onderbroken en ontstaat tussen het terugvloeiende kwik en de ontsteekanode een lichtboog die door de hoofdanodes wordt overgenomen.
- Een andere manier om een kwikdampgelijkrichter op te starten is door het toepassen van een beweegbare hulpelektrode. Door deze elektrode door middel van een elektromagneet uit de kwikplas te trekken zal er een lichtboog ontstaan. Hierbij doet deze elektromagneet vaak ook dienst als smoorspoel om de lichtboog in stand te houden.

## Toepassingen

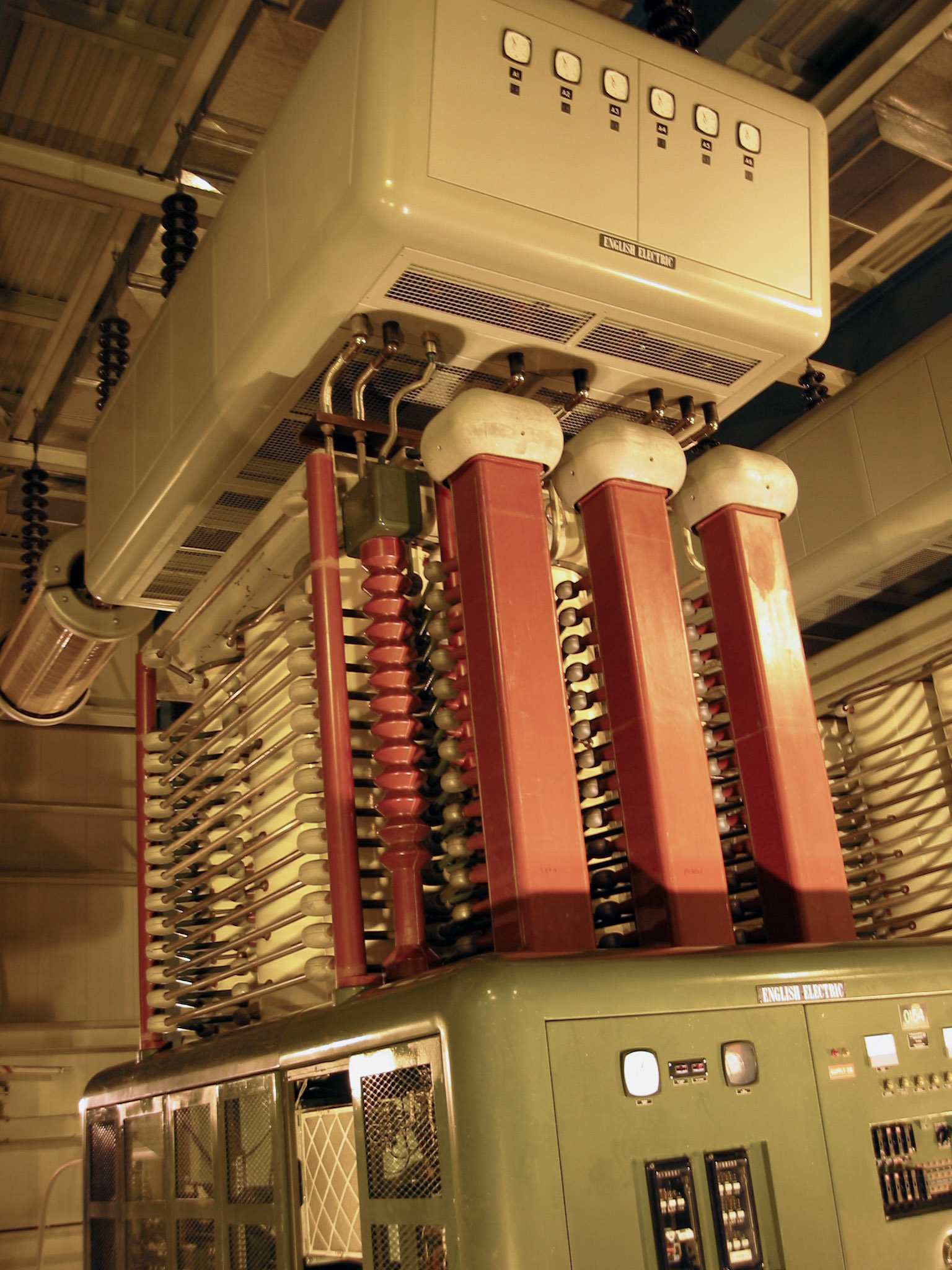
150 kV kwikdampgelijkrichter in Manitoba Hydro's Radisson HVDC-station, augustus 2003

Kwikdampgelijkrichters werden tot de jaren 1960 gebruikt voor het maken van gelijkstroom voor onder andere:
- Elektrische tractiedoeleinden, voeden van bovenleidingen voor trams en treinen
- Gelijkstroomvoeding voor sterke radiozenders
- Als statische omzetter, in de Verenigde Staten vooral in stedelijke gebieden om Edison-gelijkstroomnetten te voeden
- Batterijlaadstations
- Elektriciteitstransport via hoogspanningsgelijkstroomlijnen HVDC

## Grote vermogens
Voor stromen boven de 500 ampère worden in plaats van glazen buizen luchtdicht afgesloten ijzeren vaten gebruikt met keramische isolatoren voor de doorvoer van de verschillende elektrodes. De reden is dat hoe groter het vermogen wordt, hoe groter de glazen buis van de gelijkrichter moet worden. Die zijn vanwege de zeer gecompliceerde vorm moeilijk te vervaardigen en te vervoeren.
Nadeel van ijzeren gelijkrichtervaten zijn dat de luchtdichte afdichtingen, die nodig zijn om het vat op vacuümdruk te houden, minder goed te maken zijn dan bij de glazen buizen, ook omdat het ijzer door de hoge bedrijfstemperatuur sterk uitzet. IJzeren kwikdampgelijkrichters zijn dan ook voorzien van een automatische vacuümpomp die het inwendige van het vat op het gewenste vacuüm houdt.
Net als bij de glazen buizen zijn ook de ijzeren kwikdampgelijkrichters voorzien van een koelinstallatie. Deze kan bestaan uit geforceerde luchtkoeling, waarbij het vat voorzien is van koelribben, of uit waterkoeling.
diode ·
triode ·
tetrode ·
pentode ·
hexode ·
heptode ·
octode ·
enneode

kathodestraalbuis ·
indicatorbuis ·
fotocel ·
fotomultiplicator ·
klystron ·
magnetron ·
lopende-golfbuis ·
geigerteller ·
gasontladingsbuis ·
thyratron ·
kwikdampgelijkrichter ·
ignitron